# Martin (nom de famille)
Pour les articles homonymes, voir Martin.
Cette page présente le nom de famille Martin ainsi que ses variantes.
Martin est un nom de famille français. Il est le nom de famille le plus porté en France. Par ailleurs, des personnalités portent ce nom de famille comme pseudonyme.

## Étymologie
Le nom de famille Martin, procède du prénom Martin.
La popularité du nom patronymique a pu être liée tardivement au fait qu'un enfant pupille de l'État recevait comme nom de famille le nom d'un saint. Saint Martin étant le saint le plus symbolique de la charité, son nom a été donné très largement aux enfants confiés à cette assistance publique. On peut dire ainsi que certains Martin, au même titre que d'autres personnes portant certains types de prénoms en guise de nom (Laurent, Alexandre, Jacques…), ont pu avoir un ancêtre issu de l'assistance publique.

## Saints patrons
Les Martin sont fêtés principalement le 11 novembre (en mémoire de Martin de Tours), plus rarement les 3 novembre (Martin de Porres) et 11 décembre (bienheureux martyrs Martin de Saint-Nicolas et Melchior de Saint-Augustin).

## Occurrence

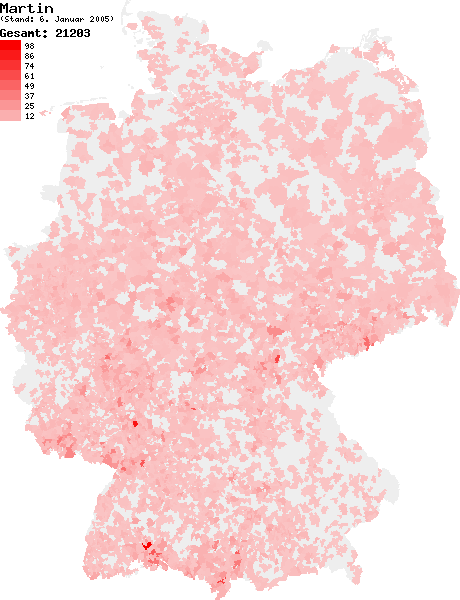
Répartition du patronyme Martin en Allemagne (2005).

### En France et en Belgique
Il s'agit, de loin, du nom de famille le plus répandu en France,, avec des disparités régionales cependant.
Fréquence du nom de famille Martin en France et en Belgique :
| France     | Belgique (Wallonie, 2008): |
| ---------- | -------------------------- |
| 1. Martin  | 1. Dubois                  |
| 2. Bernard | 2. Lambert                 |
| 3. Thomas  | 3. Martin                  |
| 4. Petit   | 4. Dupont                  |
| 5. Durand  | 5. Simon                   |

### Répartition régionale
Cependant, la liste nationale cache une grande disparité régionale dans la répartition de ce nom de famille en France métropolitaine. Le tableau suivant est basé sur le nombre de naissances dans certaines régions de France métropolitaine entre 1966 et 1990 :
| Basse-Normandie | Alsace       | Bretagne   | PACA                | Paris-IdF             |
| --------------- | ------------ | ---------- | ------------------- | --------------------- |
| 1. Marie        | 1. Meyer     | 1. Le Gall | 1. Martin           | 1. Martin             |
| 2. Martin       | 2. Muller    | 2. Thomas  | 2. Garcia (esp.)    | 2. Da Silva (port.)   |
| 3. Jeanne       | 3. Schmitt   | 3. Le Goff | 3. Martinez (esp.)  | 3. Perreira (port.)   |
| 4. Duval        | 4. Schneider | 4. Le Roux | 4. Blanc            | 4. Petit              |
| 5. Lefèvre      | 5. Klein     | 5. Martin  | 5. Fernandez (esp.) | 5. Dos Santos (port.) |
| 6. Leroy        | 6. Weber     | 6. Simon   | 6. Lopez (esp.)     | 6. Ferreira (port.)   |
| 7. Hébert       | 7. Fischer   | 7. Tanguy  | 7. Roux             | 7. Rodrigues (port.)  |
| 8. Guérin       | 8. Martin    | 8. Hamon   | 8. Sanchez (esp.)   | 8. Dubois             |

NB: la première place obtenue par le nom de famille Martin en PACA et en Île-de-France est en partie liée à l'immigration d'origine espagnole ou portugaise, car les personnes nommées Martín ont vu leur nom de famille francisé en Martin.

## Variantes linguistiques
- allemand : Martin ;
- anglais : Martin, hypocoristiques Mart, Marty ;
- arabe : مارتن (Mārtin) ;
- bas-allemand : Merten, Marten ;
- basque : Mattin ;
- breton : Marzin ;
- castillan : Martín ;
- catalan : Martí ;
- corse : Martinu ;
- danois : Morten ;
- espagnol : Martín, Martínez ;
- finnois : Martti ;
- gaélique d'Écosse : Màrtainn ;
- hongrois : Márton ;
- irlandais : Máirtín, Mártan ;
- italien : Martino ;
- letton : Mārtiņš, Marts ;
- māori : Mātene ;
- néerlandais : Maarten (et Maertens  etc.[a]), Martijn ;
- norvégien : Morten ;
- occitan : Marty ;
- polonais : Marcin, hypocoristique Marcinek ;
- portugais : Martinho, Martim ;
- russe : Мартын (Martýn) ;
- suédois : Mårten.

## Personnalités portant ce nom de famille
- Haut – A
- B
- C
- D
- E
- F
- G
- H
- I
- J
- K
- L
- M
- N
- O
- P
- Q
- R
- S
- T
- U
- V
- W
- X
- Y
- Z

### A
- Adolphe-Alexandre Martin (1824-1896), photographe français ;
- Agnès Martin  ;
- Alexandra Martin  ;
- Alexandre Martin (1815-1895), homme politique français ;
- Alexandrine Martin (1816-1886), peintre et pastelliste française ;
- Alexis Martin (de) (1834-1904), écrivain français ;
- Alexis Martin (1964-), acteur, auteur, scénariste, animateur et metteur en scène québécois ;
- Alfred Martin  ;
- Alphonse Martin (1884-1947), musicien, organiste, pianiste et professeur de musique québécois ;
- Ana Martin (1982-), actrice porno française ;
- André Martin  ;
- Andreas Martin (1952-), chanteur et compositeur allemand ;
- Andrew Martin, connu comme Test (1975-2009), catcheur (lutteur professionnel) canadien ;
- Annie Ferrey-Martin (1936-1980), médecin et militante féministe ;
- Anouchka Martin (1993), nageuse française ;
- Antoine Martin  ;
- Archer John Porter Martin (1910-2002), chimiste britannique ;
- Archibald Edward Martin (1885-1955), écrivain australien, auteur de roman policier ;
- Arsène-Gérard-Maxime Martin (sl) (1881–1967), général français ;
- Arthur Martin  ;
- Auguste Martin (1826-1900), industriel français ;
- Auguste Martin (1908-1979), écrivain suisse ;
- Aurore Martin (1979-), femme politique française.

### B
- Baptiste Martin (1985-), footballeur français ;
- Baptistin Martin (1818-1901), peintre français ;
- Barney Martin (1923-2005), acteur américain ;
- Béatrice Martin
- Bénédicte Martin (1978-), écrivain français ;
- Benjamin Martin (en) (1704-1782), mathématicien et encyclopédiste britannique ;
- Bernadette Martin (1951-), athlète française ;
- Bernard Martin
- Billy Martin
- Brett Martin (1963-), joueur de squash australien ;
- Britta Martin (1978-), triathlète allemande ;
- Bunsom Martin (1922-1908), médecin, professeur et ministre thaïlandais ;
- Buster Martin (1906-2011), plus vieil employé du Royaume-Uni.

### C
- Caleb Martin (1995-), joueur de basket-ball américain ;
- Catherine Martin
- Charles Martin
- Charles James Martin (en) (1866-1955), physiologiste britannique ;
- Charles-Noël Martin (1923-2005), physicien nucléaire français et vulgarisateur scientifique ;
- Charlie Martin (1913–1998), pilote automobile britannique ;
- Charly Martin (1990-), surfeur français ;
- Chris Martin
- Chris-Pin Martin (1893-1953), acteur américain ;
- Christian Martin
- Christophe Martin
- Claire Martin
- Claude Martin
- Claude-René Martin (1885-?), artiste peintre et graveur sur bois français ;
- Clément Martin (2005-), joueur français de rugby à XIII ;
- Clive Martin, producteur de musique anglais ;
- Colette Martin (1910-1985), peintre de fleurs suisse ;
- Con Martin (1923-2013), footballeur irlandais
- Constant Martin (1839-1906), personnalité de la Commune de Paris ;
- Constant Martin (1910-1995), ingénieur et inventeur français en électronique et acoustique ;
- Cornelia Bradley-Martin (1845-1920), milliardaire américaine ;
- Cuonzo Martin (1971-) joueur et entraîneur américain de basket-ball ;
- Cyprien Martin (1860-19??), fermier et homme politique canadien.

### D
- Daisy Georges-Martin (1898-1944), militante féministe et une résistante française ;
- Damian Martin (1984-), joueur de basket-ball australien ;
- Damir Martin (1988-), rameur croate ;
- Daniel Martin
- Daria Martin (1973-), artiste contemporaine américaine ;
- Dave Martin (1935-2007), scénariste britannique ;
- David Martin
- David O'Brien Martin (en) (1944-2012), représentant républicain de New York au Congrès américain (1981-1993) ;
- Derrick Martin (1985-), joueur américain de football américain ;
- Désiré Martin (1822-1894), inventeur français ;
- Dewey Martin (en) (1940-2009), batteur de rock canadien ;
- Dianne Martin, informaticienne américaine ;
- Didier Martin (1938-), écrivain français ;
- Didier Martin (1956-), homme politique français ;
- Dominique Gérard Martin (1798-1865), homme politique français ;
- Donald Martin (1940-), connu sous le nom Tony Martin, mathématicien et philosophe américain ;
- Douglas Martin (-), photographe américain ;
- D'Urville Martin (1939-1984), acteur et réalisateur américain ;
- Dylan Martin (1998-), joueur australien de hockey sur gazon.

### E
- Édouard Martin (1801-1858), dit Martin de Strasbourg, homme politique français ;
- Elis Martin (1999-), joueuse internationale de rugby à XV écossaise ;
- Émeric Martin (1973-), pongiste handisport français ;
- Émile Martin (1794-1871), ingénieur et industriel français ;
- Émile François Martin (1794-1871), homme politique français ;
- Emilie Martin (1869-1936), mathématicienne américaine ;
- Éric Martin
- Ernst Martin
- Ernest Martin (1833-1897), ancien officier de marine français devenu historien ;
- Ersen Martin (1979-2024), footballeur turc ;
- Esmond Bradley Martin (1941-2018) : expert américain du trafic d'ivoire ;
- Esteban Martín (1937-1995), coureur cycliste espagnol ;
- Étienne Martin
- Eugène Martin (1915-2006), pilote automobile français ;
- Eugene James Martin (1938-2005), artiste-peintre américain ;
- Everett Dean Martin (en) (1880-1941), sociologue américain.

### F
- Fabrice Martin (1986-), joueur de tennis français ;
- Fanny Martin (-), monteuse son française ;
- Fernand Martin (1879-1966), ecclésiastique, professeur, latiniste, helléniste et érudit français ;
- Félix Martin
- Florent Martin (1987-), sommelier français ;
- Florian Martin (1990-), footballeur français ;
- Floyd Martin (1929-2023), joueur canadien de hockey sur glace ;
- Francis Martin
- François Martin
- Frank Martin (1890-1974), compositeur suisse ;
- Franz Martin (1882-1950), historien de l'art et historien de région autrichien
- Frédéric Martin
- Frédérick Martin (1929-2013), footballeur écossais ;
- Frédérick Martin (1958-2016), compositeur français.

### G
- Gabriel Martin
- Gail Z. Martin (1962-), auteur de fantasy américain ;
- Gary Martin (1990-), un footballeur anglais ;
- Gaston Martin (1886-1960), historien et essayiste français ;
- Gaven Martin (né en 1958), mathématicien néo-zélandais ;
- Geoffrey Thorndike Martin (1934-2022), égyptologue britannique ;
- Georg Martin (1816-1881), homme politique hessois ;
- George Martin
- George R. R. Martin (1948-), écrivain américain ;
- Georges Martin
- Gérald Martin (1974-), footballeur français ;
- Gilbert Martin (1899-1976), homme politique français ;
- Giles Martin (1969-), producteur de disques, auteur, compositeur et multi-instrumentiste anglais ;
- Gilles Martin
- Glenn Luther Martin (1886-1955), homme d'affaires américain ;
- Gordon Beattie Martin (1932-2022), homme politique provincial canadien ;
- Gregory Paul Martin (1957-), acteur britannique ;
- Guillaume Martin (1993-), coureur cycliste français ;
- Guillaume Martin, journaliste français, lauréat du prix Albert-Londres audiovisuel en 2005 ;
- Guy Martin
- Guy-Virgile Martin (1921-2007), homme politique français.

### H
- Hans-Peter Martin (1957-), homme politique autrichien.
- Hansjörg Martin (1920-1999), auteur allemand de roman policier et de littérature d'enfance et de jeunesse.
- Helen Martin (1909-2000), actrice américaine.
- Hélène Martin (1928-2021), chanteuse française.
- Héloïse Martin, née en 1996, actrice française ;
- Henri Martin
- Henri-Jean Martin (1924-2007), historien du livre français ;
- Henri Louis Martin (1881-1973), poète et écrivain français ;
- Henry Martin
- Henry Jules Jean Maurice Martin (1888-1984), général français ;
- Henry Newell Martin (1848–1896), biologiste britannique ;
- Hervé Martin (1948-), journaliste français.
- Homer Dodge Martin (1836-1897), peintre américain ;
- Hubert "Pit" Martin (1943-2008), joueur de hockey sur glace canadien ;

### I
- Irma Martin (1814-1876), peintre française.

### J
- J.A. Martin (1911-1949), explorateur polaire français ;
- Jacques Martin
- Jacques Jean Paul Martin (1942-), maire de Nogent-sur-Marne ;
- Jacques-Paul Martin (1908-1992), cardinal et préfet de la Maison pontificale ;
- James Martin
- James E. Martin (1936-), écrivain américain, auteur de roman policier ;
- James G. Martin (1935-), homme politique américain ;
- Jane Martin, joueuse de squash anglaise ;
- Janis Martin
- Jared Martin (1941-2017), acteur américain ;
- Jasmine Martin (2000-), judokate sud-africaine ;
- Jean Martin
- Jean-Baptiste Martin
- Jean-Blaise Martin (1768-1837), chanteur et comédien français ;
- Jean-Claude Martin (1947-), poète français ;
- Jean-Clément Martin (1948-), historien français ;
- Jean-Clet Martin (1958-), philosophe français ;
- Jean-François Martin (1966-), entraîneur de basket français ;
- Jean-François Martin (1967-), illustrateur français ;
- Jean-Louis Martin
- Jean-Marie Martin (1922-2012), peintre français ;
- Jean-Marie Martin (1938-2021), historien français, médiéviste, chercheur ;
- Jean-Michel Martin (1953-), pilote automobile belge ;
- Jean-Paul Martin
- Jean-Pierre Martin (1948-), écrivain français ;
- Jean-Pol Martin (1943-), pédagogue franco-allemand ;
- Jeanine Martin (1946-), joueuse française de basket-ball ;
- Jeanne Martin Cissé (1926-2017), femme politique guinéenne ;
- Jim Martin (1961-), guitariste américain ;
- Jimmy Martin (1927-2005), musicien américain, chanteur et guitariste de bluegrass ;
- Joël Martin (1941-), écrivain contrepéteur français ;
- Johan Fredrik Martin (1755-1816), graveur suédois ;
- John Martin
- John Dale Martin (1953-), lanceur droitier de baseball ;
- John Edward Martin (1859-1929), avocat et juge québécois ;
- Joseph Martin
- Joseph Magdelaine Martin (1753-1815), général de brigade, député de la Haute-Garonne et préfet des Pyrénées-Orientales ;
- Joseph-Marie Martin (1891-1976), homme d'Église, archevêque de Rouen et cardinal ;
- Joseph Martin-Paschoud (1802-1873), pasteur français ;
- Joseph Robert Martin (1926-), avocat, homme politique canadien, député de Northumberland à l'Assemblée législative du Nouveau-Brunswick de 1956 à 1960 ;
- Jules Martin (1824-1875), avocat et homme politique suisse ;
- Julia Martin (1978-), journaliste et animatrice de radio française ;
- Julie Martin
- Julien François René Martin (1881-1973), général de corps d'armée français.

### K
- Karlheinz Martin (1886-1946), réalisateur et scénariste allemand ;
- Kate Martin (2000-), joueuse américaine de basket-ball ;
- Keith Martin (1960-), homme politique canadien ;
- Kenneth Martin (1905-1984), peintre et sculpteur britannique ;
- Kenyon Martin (1977-), joueur américain de basket-ball ;
- Kevin Martin
- Kilian Martin (1987-), skater espagnol  ;
- Knox Martin (1923-2022), artiste américain.

### L
- Laure Martin Hernandez, documentariste française ;
- Laurent Martin
- LaVonna Ann Martin-Floreal (1966-), athlète américaine ;
- Léon Henri-Martin (1864-1936), préhistorien français ;
- Léon Martin (1873-1967), universitaire, homme politique et résistant français ;
- Léonie Martin (1863-1941), religieuse française ;
- Lewis Martin (1894-1969), acteur américain ;
- Lillien Jane Martin (1851-1943), psychologue américaine ;
- Linda Martin (1953-), chanteuse et animatrice de télévision irlandaise ;
- Lionel Martin (1878-1945), pionnier de l'automobile, fondateur de Aston Martin ;
- Lionel Martin (1974-), saxophoniste et compositeur de jazz français ;
- Lionel-Édouard Martin (1956-), poète et un écrivain français ;
- Lise Martin
- Louis Martin
- Louis-Aimé Martin, parfois orthographié Louis Aimé-Martin (1782-1847), littérateur français ;
- Louis Emmanuel Martin, Jr. (1912-1997), journaliste, éditeur, militant des Droits de l'Homme américain ;
- Louis Germain-Martin (1872-1948), historien de l'économie et un homme politique français ;
- Louis Nicolas Martin (1782-1831), homme politique français ;
- Louis Pierre Martin (1924-2005), militaire français ;
- Louis Sonnery-Martin (1841-1905), homme politique français ;
- Louise Martin (1865-1941), joueuse de tennis britannique ;
- Luca Martin  ;
- Lucien Martin .

### M
- Mackenzie Martin (2003-), joueur gallois de rugby à XV ;
- Madeleine Martin
- Malaury Martin (1988-), footballeur français ;
- Marcel Martin
- Mardik Martin (1936-2019), scénariste américain ;
- Marguerite Martin, dite Daisy Georges-Martin
- Marguerite Martin (1877-1956), féministe et franc-maçon, grand-maître international de l'Ordre maçonnique mixte international « le Droit humain » de 1947 à 1954 ;
- Maria Martin (1839-1910), féministe et franc-maçonne française ;
- Marie Martin
- Marietta Martin (1902-1944), poète et Résistante française ;
- Maryline Martin, journaliste et une auteure littéraire de langue française ;
- Marilyn Martin (en) (1954-), chanteuse américaine ;
- Markko Märtin (1975-), pilote de rallye estonien ;
- Martin Martin
- Marvin Martin (1988-), joueur de football français ;
- Mary Martin (1907-1969), artiste britannique ;
- Mary Martin (1913-1990), actrice et chanteuse américaine ;
- Maryse Martin (1906-1984), actrice française ;
- Maurice Martin
- Maurice Pierre Auguste Martin (en) (1878-1952), général de corps d'armée français ;
- Max Martin (1971-), auteur-compositeur, producteur de musique suédois ;
- Maxim Martin (19??-), humoriste québécois ;
- Meaghan Jette Martin (1992-), actrice et chanteuse américaine ;
- Médéric Martin (1869-1946), homme politique québécois ;
- Michael Martin
- Michel Martin
- Michelle Martin
- Miklós Martin (1931-2019), joueur de water-polo hongrois, champion olympique en 1952 ;
- Mireille Martin-Deschamps, mathématicienne française
- Mitzi Martin (1967-), actrice américaine ;
- Monique Martin (1928-2000), auteur et illustratrice belge de livres pour enfants ;
- Moon Martin (1950-2020), chanteur américain ;
- Myriam Martin (1968-), femme politique française.

### N
- Nestor Martin, industriel belge mort en 1916, fondateur de la firme du même nom
- Nastassja Martin (1986-), anthropologue française
- Nicolas Martin
- Nicole Martin (1949-2019), chanteuse, autrice, réalisatrice et productrice québécoise.

### O
- Oliver Martin (1995-), coureur cycliste australien.

### P
- Pamela Martin
- Paryse Martin (1959-2024), artiste canadienne ;
- Pascale Martin (1961-), femme politique française ;
- Patrice Martin (1964-), champion français de ski nautique ;
- Patricia Martin (1956-), journaliste, animatrice et productrice de radio ;
- Patrick Martin
- Paul Martin
- Paul Marius Martin (1940-), latiniste français ;
- Paul-René Martin (1929-2002), homme politique suisse ;
- Paul S. Martin(1928-2010), paléontologue américain ;
- Paulin Martin (1840-1890), prêtre catholique, orientaliste et bibliste français ;
- Pauline Martin
- Per Martin-Löf (1942-), logicien, philosophe et mathématicien suédois ;
- Philip Martin (?-), réalisateur de séries télévisées et scénariste britannique ;
- Philippe Martin
- Pierre Martin
- Pierre-Dominique Martin (1771-1855), ingénieur des ponts et chaussées et père d'Émile Martin ;
- Pierre-Émile Martin (1824-1915), ingénieur français ;
- Pierre-Firmin Martin (1817-1891), marchand de tableaux français ;
- Pierre-Lucien Martin (1913-1985), relieur français du XXe siècle ;
- Pol Martin (1929-2007), chef cuisinier et animateur d'émissions télévisées canadien d'origine française.

### R
- Raymond Martin
- Raymonde Martin (1887-1977), sculpteur français ;
- Rémi Martin (1965-), acteur français ;
- Rémy Martin
- René Martin
- Reginald Martin (1887-1981), joueur britannique de crosse ;
- Rhona Martin (1966-), curleuse britannique ;
- Richard Martin
- Richard-William Martin (1865-1947), diplomate français ;
- Ricky Martin (1971-), chanteur portoricain ;
- Rita Martin (1875-1958), photographe anglaise ;
- Robert Martin  ;
- Rogatien-Joseph Martin (1849-1912), français ;
- Roger Martin  ;
- Roger Martin du Gard (1881-1958), écrivain français prix Nobel de littérature ;
- Roland Martin (1912-1997), archéologue français ;
- Ronald Martin Alonso (né en 1980), musicien franco-cubain, spécialisé en viole de gambe, lirone et violone ;
- Russell Martin .

### S
- Samuel Martin
- Sandy Martin
- Scott Martin (1982-), athlète australien ;
- Scott Martin (1981-), copilote de rallye britannique ;
- Serge Martin
- Séra Martin (1906-1993), athlète français ;
- Shirley Martin (1932-2021), femme politique canadienne en Ontario ;
- Simon Martin (1981-), compositeur québécois de musique de concert contemporaine ;
- Simone Martin
- Sobey Martin (1909-1978), réalisateur américain ;
- Sophie Martin
- Stacy Martin (1991-), actrice franco-britannique ;
- Steffi Martin (1962-2017), lugeuse est-allemande ;
- Stéphane Martin
- Stéphanie Martin (1965-), chanteuse, auteure-compositrice-interprète et comédienne à double nationalité canadienne et américaine ;
- Steve Martin (1945-), acteur américain ;
- Stewart Martin (1938-1980), batteur de jazz américain ;
- Stuart Martin (1986- ), acteur britannique ;
- Swaady Martin, cheffe d'entreprise ivoirienne ;
- Sylvain Martin (1979-), rugbyman français.

### T
- Théodore Martin (1814-1870), danseur français ;
- Theodore Martin (1816-1909), poète, avocat et traducteur britannique ;
- Thérèse Martin (1873-1897), carmélite connue sous le nom de Thérèse de Lisieux ;
- Thibault Martin (1963-2017), sociologue québécois ;
- Thomas Martin
- Thomas Byam Martin (1773-1854), amiral britannique ;
- Thomas-Henri Martin (1813-1884), historien helléniste français ;
- Todd Martin (1970-), joueur et entraîneur de tennis américain ;
- Tom Martin
- Tom Martin (1946-), cycliste norvégien ;
- Tony Martin .

### U
- Urs Martin, homme politique suisse.

### V
- Valerie Martin (née en 1948), écrivain américaine ;
- Vanesa Martín (née en 1980), chanteuse espagnole ;
- Victor Martin (1886-1945), prêtre catholique, professeur et doyen de faculté français ;
- Victor Martin (1912-1989), sociologue et résistant belge ;
- Vince Martin (1937-2018), chanteur, auteur-compositeur et interprète folk américain.
- Vincent Martin
- Vincent P. Martin (1968-), homme politique irlandais du Parti vert ;
- Vivian Martin (1893-1987), actrice américaine du cinéma muet et au théâtre.

### W
- William Martin .

### Y
- Yves Martin .

### Z
- Zélie Martin (1831-1877), mère de Thérèse de Lisieux.

### Autre
- Famille de Martin de Viviés
- Martin-Laval

## Personnalités portant ce nom de famille comme pseudonyme
Martin est un pseudonyme notamment porté par :
- Dean Martin (1917-1995), de son vrai nom Dino Paul Crocetti, acteur et crooner américain d'origine italienne ;
- Frank Martin connu aussi sous le nom de Marino Girolami (1914-1994), réalisateur italien ;
- Lee Martin (1943-2021), pseudonyme d'Anne Wingate ;
- Lori Martin (1947-2010), actrice américaine.